# كين ويفر
كين ويفر (بالإنجليزية: Ken Weaver)‏ هو مغني وموسيقي أمريكي، ولد في 1940.

## وصلات خارجية
- كين ويفر على موقع ميوزك برينز (الإنجليزية)